# Championnat des Pays-Bas de rugby à XV 2019-2020
Navigation
Championnat 2018-2019 Championnat 2020-2021
Le Championnat des Pays-Bas de rugby à XV 2019-2020 appelé Ereklasse 2019-2020, oppose les seize meilleures équipes néerlandaises de rugby à XV. Il débute le 7 septembre 2020, et est interrompu en cours de championnat par la pandémie de Covid-19.
Les quatre premiers de l'édition précédente prennent part à la Benecup 2019 et sont directement qualifiés pour la poule des champions au 2ème tour. Les autres clubs sont répartis en trois poules et se disputent les quatre places restantes dans le groupe final.		

## Les clubs de l'édition 2019-2020
Les douze équipes qui participent à l'Ereklasse sont :		
| Leyde Den Haag 't Gooi Hilversum Castricum Utrecht Amstelveen Delft Waterland The Bassets The Dukes Eemland Oisterwijk Ascrum The Hookers Oemoemenoe |

| Équipe             | Stade                    | Capacité | Ville            |
| ------------------ | ------------------------ | -------- | ---------------- |
| Delftsche SR-C     | Sport & Cultuur TU Delft |          | Delft            |
| ASRV Ascrum        | De Eendracht             |          | Amsterdam        |
| Castricumse RC     | Sportpark Wouterland     |          | Castricum        |
| RC The Bassets     |                          |          | Sassenheim       |
| RC 't Gooi         | Sportpark Naarden        |          | Naarden          |
| Haagsche RC        | Bouwmeesterlaan          |          | La Haye          |
| RC Hilversum       | Sportpark Berestein      |          | Hilversum        |
| RC The Hookers     | De Rondgang              |          | Hoek van Holland |
| LRC DIOK           | Smaragdlaan              |          | Leyde            |
| EZRC Oemoemenoe    | De Sprong                |          | Middelbourg      |
| RC The Dukes       | Pettelaer                |          | Bois-le-Duc      |
| RC Waterland       | Van IJsendijkstraat      |          | Purmerend        |
| Utrechtse RC       | Sportpark Rijnvliet      |          | Utrecht          |
| RC Eemland         | Sportpark De Bokkeduinen |          | Amersfoort       |
| Amstelveense RC    | Sportpark Sportlaan West |          | Amstelveen       |
| Oisterwijk Oysters | Sportpark De Wolfsputten |          | Oisterwijk       |

## Benecup 2019
Clubs néerlandais participants (qualifiés pour la poule des champions) :
- LRC DIOK
- Haagsche RC
- RC 't Gooi
- RC Hilversum

## Première phase

### Poule A[1]
| Rang | Club             | J | V | N | D | Pm  | Pe  | Diff | Pts |
| ---- | ---------------- | - | - | - | - | --- | --- | ---- | --- |
| 1    | Castricumse RC   | 3 | 3 | 0 | 0 | 119 | 25  | +94  | 15  |
| 2    | Utrechtse RC (P) | 3 | 2 | 0 | 1 | 60  | 73  | -13  | 10  |
| 3    | Amstelveense RC  | 3 | 1 | 0 | 2 | 89  | 69  | +20  | 7   |
| 4    | Delftsche SR-C   | 3 | 0 | 0 | 3 | 24  | 125 | -101 | 0   |

### Poule B[2]
| Rang | Club           | J | V | N | D | Pm | Pe | Diff | Pts |
| ---- | -------------- | - | - | - | - | -- | -- | ---- | --- |
| 1    | RC The Bassets | 3 | 2 | 1 | 0 | 63 | 32 | +31  | 12  |
| 2    | RC Waterland   | 3 | 0 | 3 | 0 | 0  | 0  | 0    | 6   |
| 3    | RC The Dukes   | 3 | 1 | 1 | 1 | 27 | 38 | -11  | 6   |
| 4    | RC Eemland (P) | 3 | 0 | 1 | 2 | 25 | 45 | -20  | 2   |

### Poule C[3]
| Rang | Club                   | J | V | N | D | Pm  | Pe  | Diff | Pts |
| ---- | ---------------------- | - | - | - | - | --- | --- | ---- | --- |
| 1    | ASRV Ascrum            | 3 | 3 | 0 | 0 | 131 | 48  | +83  | 15  |
| 2    | Oisterwijk Oysters (P) | 3 | 2 | 0 | 1 | 99  | 101 | -2   | 10  |
| 3    | EZRC Oemoemenoe        | 3 | 1 | 0 | 2 | 66  | 86  | -20  | 7   |
| 4    | RC The Hookers         | 3 | 0 | 0 | 3 | 42  | 103 | -61  | -4¹ |

¹ The Hookers ont déclaré forfait face à l'EZRC Oemoemenoe.		
|  | Qualifiés pour la poule finale (no 1). |
|  | Qualifiés pour le barrage (no 2).      |

Attribution des points' : victoire sur tapis vert : 5, victoire : 4, match nul : 2, défaite : 0, forfait : -5 ; plus les bonus (offensif : 4 essais marqués ; défensif : défaite par 7 points d'écart ou moins).		
Règle de classement : ?		

## Barrage d'accession à la poule finale[4]
Oisterwijk Oysters 26-33 Utrechtse RC

## Deuxième phase

### Poule des Champions[5]

#### Classement
| Rang | Club           | J  | V  | N | D  | Pm  | Pe  | Diff | Pts |
| ---- | -------------- | -- | -- | - | -- | --- | --- | ---- | --- |
| 1    | LRC DIOK       | 12 | 12 | 0 | 0  | 597 | 90  | +507 | 58  |
| 2    | RC Hilversum   | 12 | 11 | 0 | 1  | 629 | 149 | +480 | 56  |
| 3    | Castricumse RC | 12 | 8  | 0 | 4  | 284 | 220 | +64  | 41  |
| 4    | RC 't Gooi     | 12 | 8  | 0 | 4  | 333 | 259 | +74  | 38  |
| 5    | RC The Bassets | 12 | 4  | 0 | 8  | 256 | 352 | -96  | 22  |
| 6    | ASRV Ascrum    | 12 | 3  | 0 | 9  | 196 | 575 | -379 | 17  |
| 7    | Utrechtse RC   | 12 | 1  | 0 | 11 | 179 | 455 | -276 | 8   |
| 8    | Haagsche RC    | 12 | 1  | 0 | 11 | 114 | 488 | -374 | 8   |

Attribution des points' : victoire sur tapis vert : 5, victoire : 4, match nul : 2, défaite : 0, forfait : -5 ; plus les bonus (offensif : 4 essais marqués ; défensif : défaite par 7 points d'écart ou moins).		
Règle de classement : ?		

#### Résultats
| Clubs          | ASC   | BAS   | CAS   | DIO   | GOO   | HAA   | HIL    | UTR   |
| -------------- | ----- | ----- | ----- | ----- | ----- | ----- | ------ | ----- |
| ASRV Ascrum    |       |       | 27-28 | 5-64  | 0-54  | 17-12 | 12-111 | 33-29 |
| RC The Bassets | 43-31 |       | 14-28 | 6-40  | 24-26 | 33-7  | 28-47  | 33-15 |
| Castricumse RC | 28-3  | 26-21 |       | 17-23 |       | 29-0  | 22-48  | 36-19 |
| LRC DIOK       | 88-0  | 26-13 | 26-20 |       | 52-3  | 74-3  |        | 66-0  |
| RC 't Gooi     | 36-16 | 34-19 | 19-17 | 14-26 |       |       | 8-26   | 14-12 |
| Haagsche RC    |       | 10-17 | 10-15 | 0-98  | 19-58 |       | 7-51   | 31-22 |
| RC Hilversum   | 65-12 | 62-5  |       | 9-14  | 39-19 | 45-5  |        | 55-12 |
| Utrechtse RC   | 17-40 |       | 10-18 |       | 9-48  | 29-10 | 5-71   |       |

|  | Victoire à domicile |  | Match nul |  | Défaite à domicile |

### Poule Trophy
Le RC Waterland déclare forfait début janvier.

#### Classement
| Rang | Club               | J  | V  | N | D | Pm  | Pe  | Diff | Pts |
| ---- | ------------------ | -- | -- | - | - | --- | --- | ---- | --- |
| 1    | RC Eemland         | 10 | 10 | 0 | 0 | 435 | 67  | +368 | 49  |
| 2    | Amstelveense RC    | 11 | 8  | 0 | 3 | 303 | 157 | +146 | 38  |
| 3    | RC The Dukes       | 10 | 7  | 0 | 3 | 344 | 153 | +191 | 34  |
| 4    | RC The Hookers     | 11 | 4  | 0 | 7 | 231 | 320 | -89  | 21  |
| 5    | EZRC Oemoemenoe    | 10 | 4  | 0 | 6 | 156 | 306 | -150 | 17  |
| 6    | Delftsche SR-C     | 10 | 2  | 0 | 8 | 124 | 345 | -221 | 11  |
| 7    | Oisterwijk Oysters | 10 | 1  | 0 | 9 | 120 | 365 | -245 | 7   |

Attribution des points' : victoire sur tapis vert : 5, victoire : 4, match nul : 2, défaite : 0, forfait : -5 ; plus les bonus (offensif : 4 essais marqués ; défensif : défaite par 7 points d'écart ou moins).		
Règle de classement : ?		

##### Résultats
| Clubs              | AMS   | DEL   | DUK   | EEM   | HOO   | OEM   | OIS   |
| ------------------ | ----- | ----- | ----- | ----- | ----- | ----- | ----- |
| Amstelveense RC    |       | 24-17 | 30-10 |       | 38-5  | 71-5  | 47-6  |
| Delftsche SR-C     | 7-29  |       | 7-57  | 12-57 | 22-54 | 12-44 |       |
| RC The Dukes       | 18-15 |       |       | 17-24 | 26-21 | 45-5  | 83-12 |
| RC Eemland         | 46-3  | 38-3  | 22-12 |       | 46-0  |       | 77-10 |
| RC The Hookers     | 13-18 | 8-24  | 14-45 | 0-62  |       | 54-7  | 34-13 |
| EZRC Oemoemenoe    | 20-16 | 22-5  |       | 0-31  | 19-28 |       | 22-20 |
| Oisterwijk Oysters | 10-12 | 12-15 | 3-31  | 10-32 |       | 24-12 |       |

|  | Victoire à domicile |  | Match nul |  | Défaite à domicile |